# Spade (Teksas)
Spade – jednostka osadnicza w Stanach Zjednoczonych, w stanie Teksas, w hrabstwie Lamb.